# Movimiento Regional de Avanzada
El Movimiento Regional de Avanzada (MRA) es un partido político venezolano de carácter regional que sólo tiene presencia en el Estado Nueva Esparta, fundado en abril de 2001 para respaldar la candidatura del gobernador Morel Rodríguez Ávila. Es un partido opositor a la administración de la Revolución Bolivariana. El MRA tiene presencia en los 11 municipios del estado Nueva Esparta, siendo una de las organizaciones políticas más fuertes en la región, con notables y grandes líderes políticos en dicho estado. En enero de 2025, el Abogado especialista en Derecho Internacional y destacado técnico electoral Carlos Alejandro Beaufond asume la Secretaria General de esta organización sustituyendo al Ingeniero Héctor Mata Rodulfo, Beaufond al llegar inicia un proceso de refundacion de la organización que se está llevando a cabo en la actualidad.

## Historia
En las elecciones regionales de 2004 apoyan a Morel Rodríguez, del partido Acción Democrática, como candidato a la gobernación del Estado Nueva Esparta, resultando electo, con el apoyo de otros partido políticos como Copei, Primero Justicia, entre otros movimientos políticos.
En las elecciones municipales de 2017, postulan a su líder, Morel Rodríguez Salcedo como candidato a alcalde del municipio Maneiro, resultando electo con el 58,39% de los votos, sin embargo Rodríguez contó con el apoyo de Copei, Nuvipa, MAS e IPP. También postula candidatos en los demás municipios del Estado Nueva Esparta.

## Alcaldes
| Alcalde                 | Municipio | Estado        |
| ----------------------- | --------- | ------------- |
| Morel Rodríguez Salcedo | Maneiro   | Nueva Esparta |